# Serebro
Serebro (russisch Серебро, deutsch: „Silber“) war eine im Jahr 2007 gegründete russische Girlgroup, die ihr Heimatland beim Eurovision Song Contest 2007 in Helsinki vertrat.

## Mitglieder
- Jekaterina Kischtschuk (russisch Екатерина Кищук; * 13. Dezember 1993) seit April 2016, als Nachfolgerin von Darja Schaschina Mitglied von Serebro.
- Polina Faworskaja (russisch Полина Фаворская; * 21. November 1991 in Wolgograd) seit 2014, als Nachfolgerin von Jelena Temnikowa Mitglied von Serebro.
- Darja Schaschina (russisch Дарья Шашина; * 1. September 1990 in Nischni Nowgorod) seit 2013 als Nachfolgerin von Anastassija Krapowa Mitglied von Serebro.
- Jelena Wladimirowna Temnikowa (russisch Елена Владимировна Темникова; * 18. April 1985 in Kurgan) war Leadsängerin der Band und wurde 2002 durch die Castingshow Star Academy des russischen Fernsehsenders Channel One bekannt. Ihre Eltern entdeckten früh ihr musikalisches Talent und förderten es. Im Alter von fünf Jahren erhielt sie Violinenunterricht. Seit 2014 kein Mitglied von Serebro mehr.
- Olga Serjabkina (russisch Ольга Серябкина; * 12. April 1985 in Moskau) genoss ab dem siebten Lebensjahr Ballettunterricht und absolvierte ihre Gesangsausbildung an einer Kunsthochschule. Später nahm sie an internationalen Talentwettbewerben teil und studierte Betriebsmanagement.
- Marina Lisorkina (russisch Марина Лизоркина; * 9. Juli 1983 in Moskau) sang ab dem zwölften Lebensjahr in einem Chor und trat mit 16 Jahren in die Universität für zeitgenössische Kunst ein, wo sie ihre Gesangsausbildung erhielt. Sie ist ein Ex-Mitglied der Band Formula.
- Anastassija Karpowa (russisch Анастасия Карпова; * 2. November 1984 in Balakowo) widmete sich bereits in früher Kindheit der Musik und dem Ballett, ehe sie Gesangsunterricht nahm und beschloss, eine Karriere als Sängerin einzuschlagen. Ehemaliges Mitglied.

## Bandgeschichte

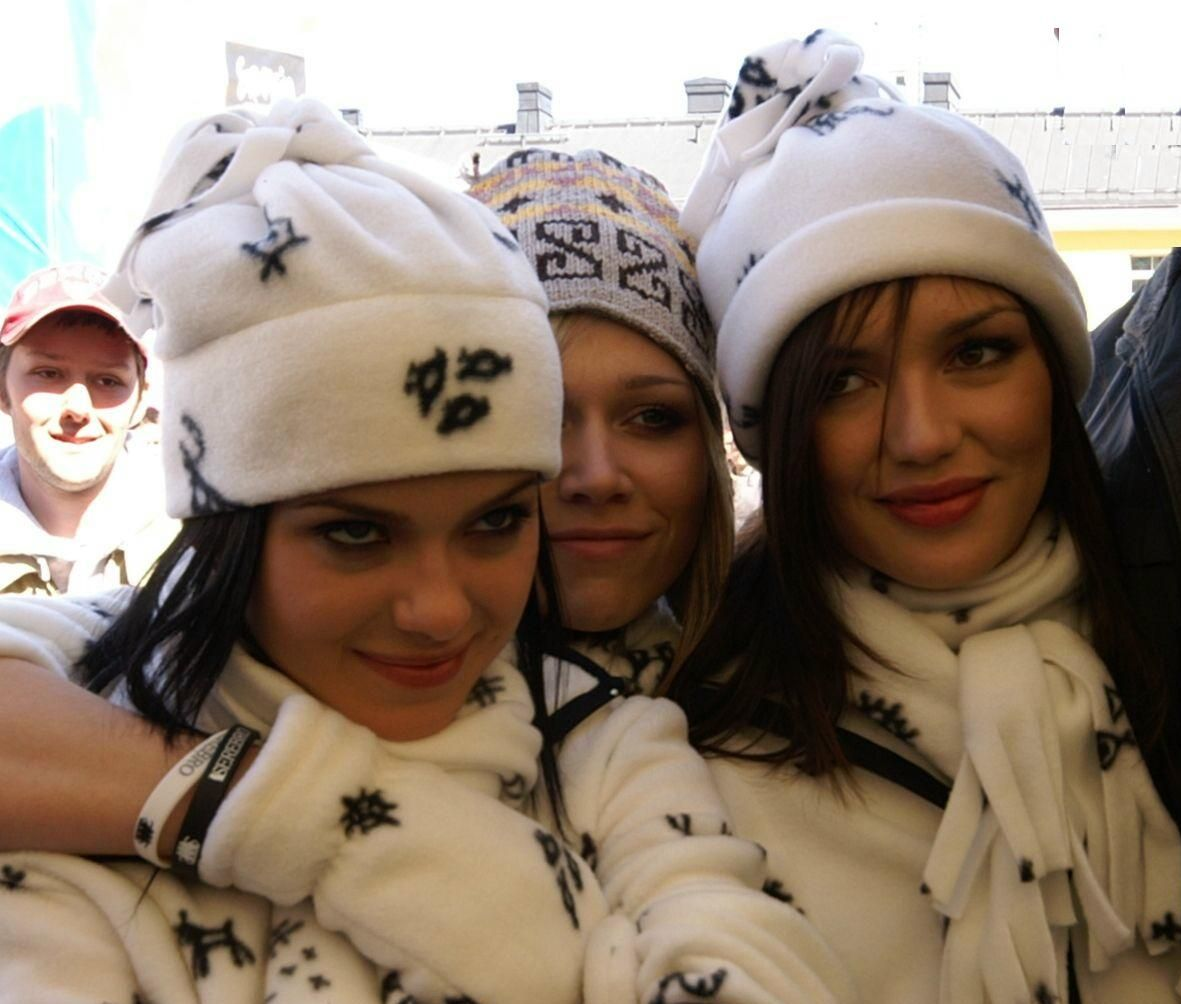
Elena, Marina und Olga in Helsinki (2007)

Serebro, bestehend aus Jelena Temnikowa, Olga Serjabkina und Marina Lisorkina, wurde 2006 von dem bekannten russischen Popmusik-Produzenten Maxim Fadejew zusammengestellt. Fadejew zählt unter anderem die Sängerinnen Linda und Julija Sawitschewa zu seinen Schützlingen. Letztgenannte Künstlerin vertrat Russland 2004 beim 49. Eurovision Song Contest in Istanbul.
Die Pop-Formation wurde am 10. März 2007 intern von einer Expertenjury des Fernsehsenders Channel One ausgewählt, Russland beim 52. Eurovision Song Contest im finnischen Helsinki zu vertreten. Mit dem von Maxim Fadejew komponierten englischsprachigen Titel Song #1 war Serebro automatisch für das Finale am 12. Mai gesetzt, nachdem im Vorjahr Dima Bilan Platz zwei belegt hatte. Obwohl die Girlgroup keinen öffentlichen Auftritt absolviert hatte und mit dem ESC-Finale ihr Bühnendebüt bestritt, wurde sie von internationalen Wettbüros zum erweiterten Favoritenkreis gezählt und konnte hinter der Siegerin Marija Šerifović aus Serbien und der Drag Queen Verka Serduchka (Ukraine) den dritten Platz belegen.
Am 18. Juni 2009 wurde bekannt, dass Marina Lisorkina die Band aus finanziellen und persönlichen Gründen verlässt. Sie wurde durch Anastassija Karpowa ersetzt.
Nach dem Ausscheiden von Anastassija Karpowa Ende September 2013 wurde Darja "Dasha" Schaschina Anfang Oktober 2013 als neue Sängerin in die Gruppe aufgenommen. Karpowa begründete ihren Weggang mit dem geplanten Start einer Solokarriere.

## Diskografie

### Alben
- 2009: OpiumRos (ОпиумRoz)
- 2012: Mama Lover
- 2016: Сила трёх (deutsch "Die Macht der drei")

### Kompilationen
- 2024: 11

### Remix-Alben
- 2024: Luml

### EPs
- 2010: Isbrannoje (Избранное)
- 2019: Rmxs

### Singles
| Jahr | Titel Album                       | Höchstplatzierung, Gesamtwochen, AuszeichnungChartplatzierungen (Jahr, Titel, Album, Platzierungen, Wochen, Auszeichnungen, Anmerkungen) | Höchstplatzierung, Gesamtwochen, AuszeichnungChartplatzierungen (Jahr, Titel, Album, Platzierungen, Wochen, Auszeichnungen, Anmerkungen) | Höchstplatzierung, Gesamtwochen, AuszeichnungChartplatzierungen (Jahr, Titel, Album, Platzierungen, Wochen, Auszeichnungen, Anmerkungen) | Anmerkungen        |
| Jahr | Titel Album                       | CH | UK | IT | Anmerkungen        |
| ---- | --------------------------------- | --- | --- | --- | ------------------ |
| 2007 | Song #1 ОпиумRoz                  | CH68 (1 Wo.)CH | UK99 (1 Wo.)UK | — |                    |
| 2011 | Мама Люба / Mama Lover Mama Lover | — | — | IT6 Platin · (10 Wo.)IT | Verkäufe: + 30.000 |
| 2013 | Mi Mi Mi Сила трёх                | — | — | IT11 Platin · (8 Wo.)IT | Verkäufe: + 40.000 |

Weitere Singles (Auswahl)
- 2007: Дыши
- 2008: Опиум
- 2008: Скажи, не молчи
- 2009: Сладко
- 2010: Не Bремя
- 2010: Давай держаться за руки
- 2012: Мальчик / Gun
- 2013: Sexy Ass
- 2013: Мало тебя
- 2013: Угар (feat. DJ M.E.G.)
- 2014: Я тебя не отдам
- 2014: Не надо больнее
- 2015: Kiss
- 2015: Перепутала
- 2015: Отпусти меня
- 2015: Blood Diamond (feat. Yellow Claw)
- 2016: Chocolate
- 2016: Сломана

## Auszeichnungen für Musikverkäufe
| Goldene Schallplatte - Niederlande - 2013: für die Single Mi Mi Mi |

Anmerkung: Auszeichnungen in Ländern aus den Charttabellen bzw. Chartboxen sind in ebendiesen zu finden.
| Land/RegionAuszeichnungen für Musikverkäufe (Land/Region, Auszeichnungen, Verkäufe, Quellen) | Gold  | Platin     | Verkäufe | Quellen |
| -------------------------------------------------------------------------------------------- | ----- | ---------- | -------- | ------- |
| Italien (FIMI)                                                                               | —     | 2× Platin2 | 60.000   | fimi.it |
| Niederlande (NVPI)                                                                           | Gold1 | —          | 10.000   | nvpi.nl |
| Insgesamt                                                                                    | Gold1 | 2× Platin2 |          |         |